# Aleksiej Romanow
Aleksiej Władimirowicz Romanow (ros. Алексей Владимирович Романов, ur. 16 lutego 1908 w Bielewie w guberni tulskiej, zm. 29 października 1998 w Moskwie) – radziecki działacz partyjny i państwowy, dziennikarz.

## Życiorys
Od 1926 pracował na budowie, w latach 1926-1929 był słuchaczem wyższych państwowych kursów literackich, w latach 1929-1944 pracował w redakcjach gazet w Aktiubińsku i był sekretarzem odpowiedzialnym redakcji gazety "Jurkowskaja Kommuna". Od 1939 w WKP(b), między 1944 a 1946 korespondent i zastępca redaktora odpowiedzialnego gazety "Prawda", w latach 1945-1949 słuchacz Wyższej Zaocznej Szkoły Partyjnej przy KC WKP(b), jednocześnie w latach 1946-1947 redaktor gazety "Gorkowskaja Kommuna" a także między 1947 a 1949 redaktor gazety "Sowietskaja Biełorussija". W latach 1949–1955 sekretarz odpowiedzialny i zastępca redaktora naczelnego gazety "Za procznyj mir, za narodnujo diemokraciju", kolejno między 1955 a 1956 konsultant Wydziału Propagandy i Agitacji KC KPZR ds. Republik Związkowych, w latach 1956-1962 zastępca kierownika tego wydziału. Od 31 października 1961 do 25 lutego 1986 zastępca członka KC KPZR, od 31 października 1961 do 1962 członek Biura KC KPZR ds. RFSRR, w latach 1963-1965 zastępca kierownika Wydziału Ideologicznego KC KPZR. Jednocześnie od 23 marca 1963 do 2 października 1965 przewodniczący Państwowego Komitetu Rady Ministrów ZSRR ds. Kinematografii - minister ZSRR, od 2 października 1965 do 21 sierpnia 1972 przewodniczący Komitetu ds. Kinematografii przy Radzie Ministrów ZSRR, między 1972 a 1983 redaktor naczelny gazety "Sowietskaja Kultura", od listopada 1983 na emeryturze. Pochowany na Cmentarzu Kuncewskim w Moskwie.

## Odznaczenia
- Order Lenina
- Order Rewolucji Październikowej
- Order Czerwonego Sztandaru Pracy (pięciokrotnie)